# Cat Bradley
Pour les articles homonymes, voir Bradley.
Catherine Bradley, dite Cat Bradley, est une athlète américaine née en 1992. Spécialiste de l'ultra-trail, elle a notamment remporté la Western States 100 en 2017.

## Résultats
| no  | féminin           | Course             | Longueur | Départ            | Temps            |
| --- | ----------------- | ------------------ | -------- | ----------------- | ---------------- |
| 15e | Médaille d'argent | Bear 100           | 100 mi   | 25 septembre 2015 | 23 h 04 min 45 s |
| 15e | Médaille d'or     | Western States 100 | 100 mi   | 24 juin 2017      | 19 h 31 min 30 s |